# Estatua de Bassetki
La estatua de Bassetki es un artefacto arqueológico que data del período del Imperio acadio que prosperó en la Mesopotamia entre los años 2350–2100 a. C. y que fuera encontrado en la década de 1960 cerca del pueblo de Bassetki en la provincia de Duhok, al norte de Irak. La estatua, fundida de puro cobre, pesa alrededor de 150 kg y muestra una figura humana desnuda y sentada sobre un pedestal redondo. Solamente la parte inferior de la figura ha llegado a nosotros. El pedestal contiene una inscripción en lengua acadia indicando que la estatua alguna vez estuvo emplazada en la entrada de un palacio del rey acadio Naram-Sin. La estatua fue robada del Museo Nacional de Irak durante la invasión de Irak de 2003 pero tiempo después fue encontrada y regresada al museo.

## Descubrimiento, hurto y recuperación
La estatua de Bassetki fue descubierta en la década de 1960 durante los trabajos de construcción de una ruta entre Duhok, Irak y Zakho cerca del pueblo de Bassetki en la provincia de Duhok, al norte de Irak. La estatua fue uno de los muchos artefactos que fueron saqueados del Museo de Irak durante la invasión a Irak de 2003. Durante el hurto, cayó al piso varias veces, hecho establecido por un rastro de rajaduras encontrado en el piso del museo. Se la puso en el n° 2 de la lista de las más buscadas de las 30 antigüedades extraídas del museo. Su recuperación llegó después de que el Cuerpo de la Policía Militar estadounidense allanara una casa y arrestara tres personas en octubre de 2003. Estas personas revelaron la ubicación de la estatua de Bassetki, la cual resultó estar cubierta de una capa de grasa para ejes y escondida en una pozo ciego. Seguidamente fue rescatado y exhibido en el Museo de Irak el 11 de noviembre de ese mismo año, junto a otros 800 pequeños objetos que también habían sido sustraídos.

## Descripción
La estatua consiste en una figura masculina desnuda, sentada, en una base redonda. La parte superior del cuerpo y su cabeza no se conservan. Fue fundida en cobre puro usando el método de cera perdida. La base de la estatua tiene un diámetro de 67 cm y 25 cm de altura. La parte de la figura misma preservada es de 18 cm de altura. El peso de la estatua es de 150 kg. De acuerdo a varios académicos, la estatua sobresale por su representación naturalista del cuerpo humano. Este naturalismo fue un nuevo desarrollo característico del período acadio. La estatua de Bassetki contiene una inscripción cuneiforme en lengua acadia. La inscripción trata sobre el gobernante acadio Naram-Sin (2254–2218 a. C.), nieto y tercer sucesor de Sargón de Acad, fundador del imperio. Relata que, después de que Naram-Sin aplastará una muy importante revuelta en su contra, los habitantes de la ciudad de Acad le pidieron a los dioses que hicieran a Naram-Sin dios de su ciudad, y que construyeron un templo para él en medio de la misma.